# سفره‌ماهی بزرگ آب شیرین
سفره ماهی غول پیکر آب شیرین (Urogymnus polylepis که به‌طور گسترده Himantura chaophraya نیز شناخته می‌شود) گونه ای از سپرماهیان متعلق به خانواده لقمه ماهیان است که در رودخانه‌ها و مصب‌های بزرگ در آسیای جنوب شرقی و بورنئو یافت می‌شود، که از نظر تاریخی ممکن است به‌طور گسترده‌تری در جنوب و جنوب شرق آسیا پراکنده شده باشد. این گونه جزو بزرگ‌ترین ماهیهای آب‌های شیرین و بزرگ‌ترین لقمه ماهی در جهان می‌باشد که وزن آن ممکن است به ۳۰۰ کیلوگرم (۶۶۰ پوند) برسد. دارای یک دیسک باله سینه ای نسبتاً نازک و بیضی شکل است که در قسمت قدامی پهن‌تر است و پوزه ای نوک تیز با نوک بیرون زده دارد. دم آن نازک و شلاق مانند و فاقد چین‌های باله است. این گونه دارای رنگ یکنواخت قهوه ای مایل به خاکستری در بالا و سفید در قسمت پایین است. در قسمت زیرین باله‌های سینه ای و لگنی نوارهای پهن و تیره مشخصی در حاشیه خلفی آنها دیده می‌شود.

## پراکندگی و زیستگاه
این ماهی غول پیکر آب شیرین به عنوان ساکن چندین رودخانه بزرگ و مصب‌های مرتبط در منطقه هندوچین و بورنئو شناخته شده‌است. در هندوچین، در رودخانه مکونگ تا بالادست چیانگ کونگ در تایلند، و همچنین در رودخانه‌های چائو فرایا، نان، مای کلانگ، بانگ پاکونگ و رودخانه تاپی و البته در رود بوئنگ بورافت نیز یافت می‌شدند که اکنون کاملاً منقرض شده‌اند. در بورنئو، این گونه در رودخانه ماهاکام (Mahakam) در منطقه کالیمانتان و رودخانه کیناباتنگان (Kinabatangan) و بوکت (Buket) در صباح (Sabah) یافت می‌شود. گزارش‌هایی مبنی بر مشاهده این گونه در رودخانه‌های Kinabatangan و ساراواک نیز شده‌است، اما طی بررسی‌های انجام شده در ۲۵ سال گذشته مستنداتی مبنی بر وجود آنها در آنجا پیدا نشده‌است. سوابقی تاریخی از حضور این گونه در میانمار، رودخانه گنگ در هند، و خلیج بنگال (دو مورد آخر به عنوان Trygon fluviatilis) وجود دارد که به‌طور مشابه توسط هیچ منبعی تأیید نشده‌است.